# Казигуртський сільський округ
Казигу́ртський сільський округ (каз. Қазығұрт ауылдық округі, рос. Казыгуртский сельский округ) — адміністративна одиниця у складі Казигуртського району Туркестанської області Казахстану. Адміністративний центр та єдиний населений пункт — село Казигурт.
Населення — 26293 особи (2021; 19210 у 2009, 16376 у 1999, 14047 у 1989).
Станом на 1989 рік існувала Ленінська сільська рада (село Ленінське), села Кизилту, Крупське та Леніно перебували у складі Шарбулацької сільської ради. 2012 року до складу округу були включені села Ашибулак (колишнє село Кизилту), Кезенбулак (колишнє село Крупське) та Молбулак (колишнє село Леніно) Шарбулацького сільського округу. 2016 року ці села були ліквідовані та приєднані до складу села Казигурт.

## Склад
До складу округу входять такі населені пункти:
| Населений пункт  | Колишні назви | Населення, осіб (1989) | Населення, осіб (1999) | Населення, осіб (2009) | Населення, осіб (2021) |
| ---------------- | ------------- | ---------------------- | ---------------------- | ---------------------- | ---------------------- |
| Ашибулак, село   | Кизилту       | 332                    | 693                    | 1207                   | -                      |
| Казигурт, село   | Ленінське     | 12061                  | 13264                  | 14867                  | 26283                  |
| --Телемунара     | -             | -                      | -                      | -                      | 8                      |
| --Телемунара     | -             | -                      | -                      | -                      | 2                      |
| Кезенбулак, село | Крупське      | 755                    | 819                    | 1039                   | -                      |
| Молбулак, село   | Леніно        | 899                    | 1600                   | 2097                   | -                      |